# Brepols
Brepols är ett företag från Turnhout i Belgien grundat 1800 som ägnar sig åt trycksaker. Företaget har tidigare mest varit känt för tryckning av missale.